# 3-Octanon
3-Octanon ist eine chemische Verbindung aus der Gruppe der Dialkylketone.

## Vorkommen

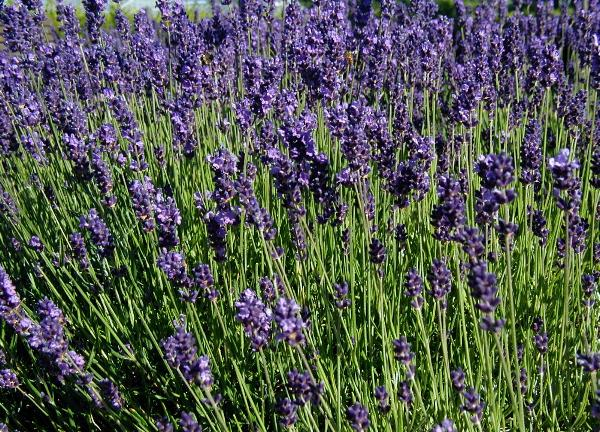
Lavendel

3-Octanon kommt natürlich in verschiedenen Pflanzen wie zum Beispiel Lavendel, Rosmarin und Nektarinen vor. Die Verbindung wird auch von Pilzen produziert und wird deshalb als Nebenindikator in der Raumluft für einen Schimmelpilzbefall eingestuft. Auch bestimmte Ameisen wie die Rote Gartenameise (Myrmica rubra) synthetisieren 3-Octanon.

## Gewinnung und Darstellung
3-Octanon kann durch Erhitzen von Propionsäure und Capronsäure über Thorium(IV)-oxid oder durch Oxidation von 3-Octanol gewonnen werden.

## Eigenschaften
3-Octanon ist eine wenig flüchtige, entzündbare, farblose Flüssigkeit mit mild fruchtigem Geruch, die schwer löslich in Wasser ist. Sie zersetzt sich bei Erhitzung, wobei unter anderem Kohlenmonoxid und Kohlendioxid entstehen.

## Verwendung
3-Octanon wird als Aromastoff verwendet.

## Sicherheitshinweise
Die Dämpfe von 3-Octanon können mit Luft ein explosionsfähiges Gemisch (Flammpunkt 53 °C, Zündtemperatur 330 °C) bilden.